# Jan Snellinck
Jan Snellinck (Mechelen 1548 -  Antwerpen, 1 oktober 1638) was een Zuid-Nederlands kunstschilder en kunstverzamelaar, werkzaam tijdens de baroktijd. 

## Leven
Jan Snellinck was de zoon van de Mechelse schilder Daniël Snellinck en Cornelia Verhulst. Cornelia was de zuster van Mayken Verhulst die in 't Vliegend Peert in de Sint-Katelijnestraat te Mechelen woonde. Zij was gehuwd met Pieter Coecke van Aelst en de schoonmoeder van Pieter Bruegel de Oude. Jan Snellinck was aanwezig op het feestmaal dat gegeven werd toen Pieters zoon Jan Brueghel de Oude terugkeerde van een studiereis in Italië. Snellinck had een aantal werken van de Bruegelfamilie in zijn bezit. Hij was ook getuige bij het huwelijk in 1588 en 1599 van de broers Pieter Brueghel de Jonge en Jan. Snellinck vestigde zich in 1574 in Antwerpen maar bleef tot 1617 poorter van Mechelen.

## Werk
Snellinck blonk uit als schilder van veldslagen. Hij tekende ook kartons voor de tapijtweverijen van Oudenaarde. Snellinck schilderde voor kerken en staatshoofden. Hij was hofschilder van de aartshertogen Albrecht en Isabella. Hij leidde in zijn atelier in Antwerpen verschillende schilders op. Een van zijn leerlingen was Abraham Janssens.

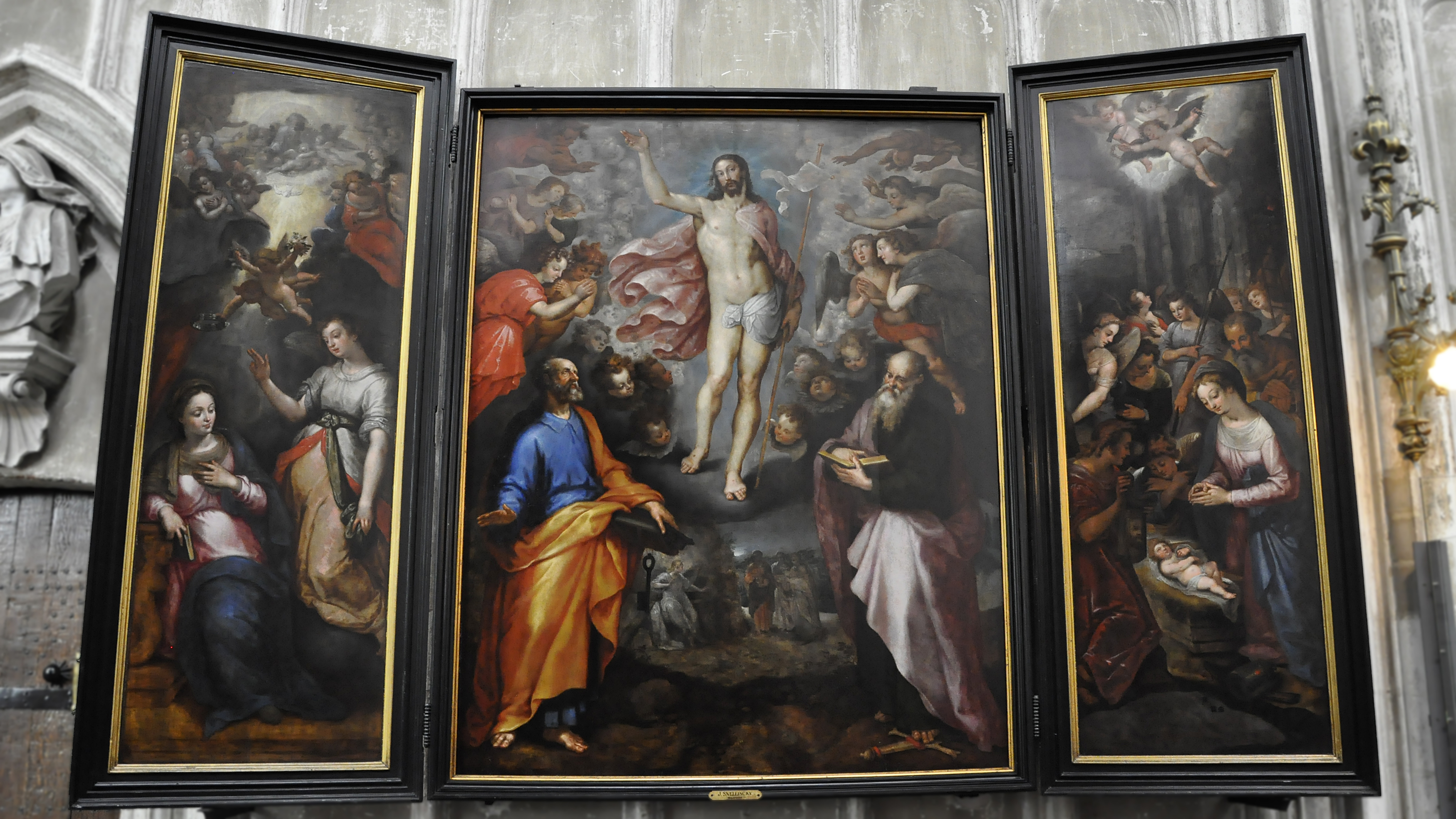
De verrezen Christus met Petrus en Paulus (boodschap aan Maria en geboorte van Jezus) (1601) in de Sint-Romboutskathedraal
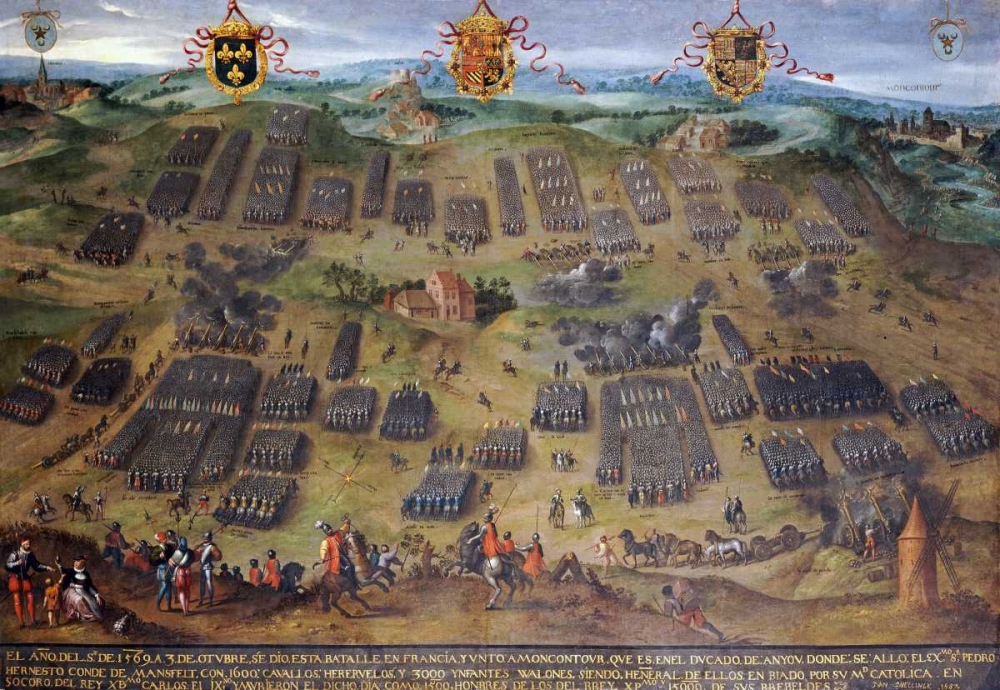
De slag bij Moncontour

- Biografisch Portaal: 02774200
- Gemeinsame Normdatei: 132201143
- International Standard Name Identifier: 0000 0003 7140 4785
- RKD-Nederlands Instituut voor Kunstgeschiedenis: 73663
- SNAC: w6989kd6
- Système universitaire de documentation: 236208535
- Union List of Artist Names: 500000806
- Virtual International Authority File: 7143150869810622190006